# Buchbrunnen

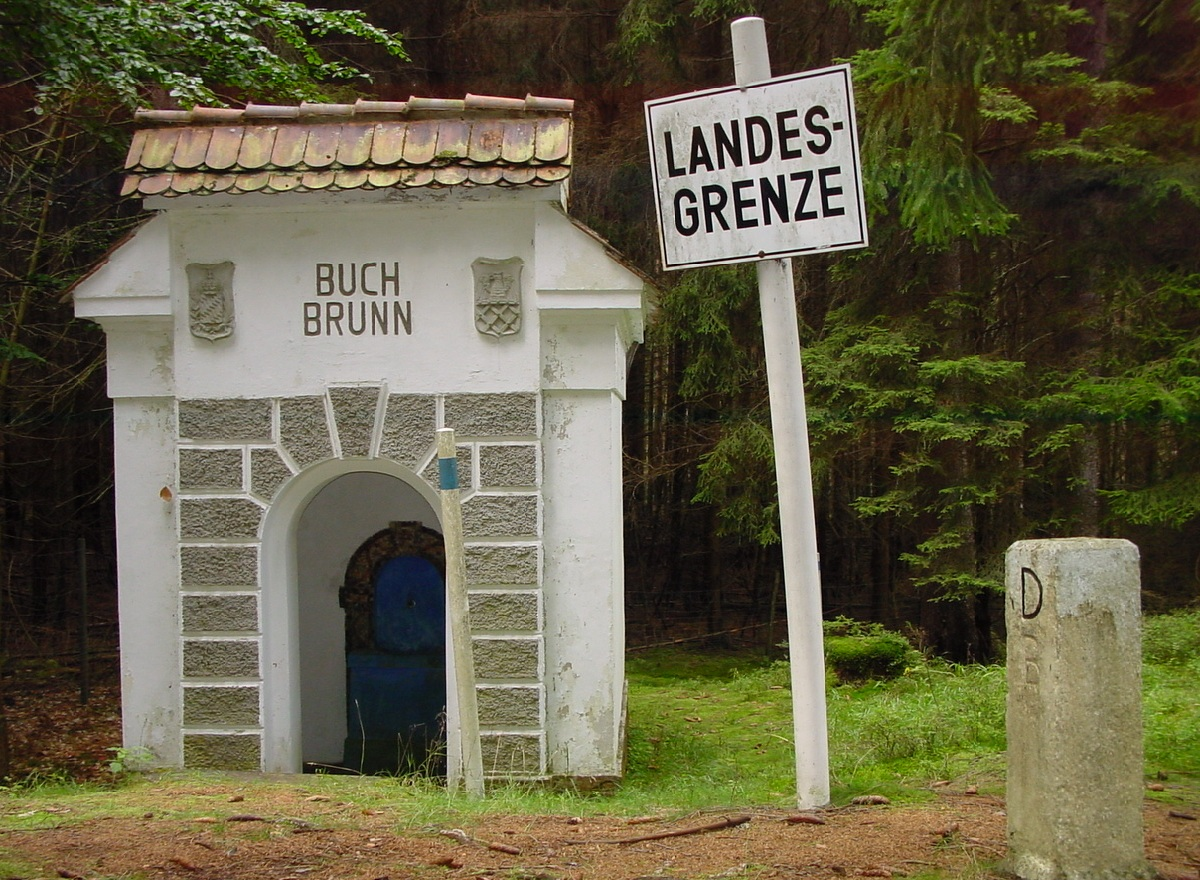
Das Brunnenhaus des Buchbrunnens

Der Buchbrunnen ist ein historischer Brunnen und Trinkwassersammler im Landkreis Wunsiedel im Fichtelgebirge in Oberfranken nahe der Grenze zu Tschechien. Er ist die Quellfassung des Buchbaches.

## Topografie
Das Brunnenhaus des Buchbrunnens steht in den bayerischen Staatsforsten im Kohlwald auf der Landesgrenze zwischen Deutschland und der Tschechischen Republik, im Grenzabschnitt III 5 zwischen dem Grenzübergang Schirnding und Waldsassen. Es befindet sich am Südwestabfall des Oberkunreuther Berges, der seine höchste Erhebung mit 656 m ü. NN auf tschechischem Hoheitsgebiet hat. Zuständig für den Brunnen ist nach der Forstverwaltungsreform vom 1. Juli 2005 der Forstbetrieb Waldsassen.

## Dreiländereck
Die Umgebung des Buchbrunnens wird als Dreiländereck bezeichnet, da dort einst drei politisch selbstständige Herrschaftsgebiete zusammentrafen. In einem Protokoll aus dem 17. Jahrhundert steht Folgendes: „Aus dem Buch-Brunnen in Kohlwald entspringet das Buchbachlein, und scheidet solcher Bronnen drey Reynungen, Brandenburg, die Chur Pfaltz gegen Waldsassen und Eger.“
Zur Abmarkung einer Grenze dienten früher natürliche Gegebenheiten im Gelände wie Quellen, Bäche oder größere Felsen. Waren diese nicht vorhanden, legte man künstliche Marken an, etwa Steinwälle, Erdvertiefungen (Raingräben, Schlegelgruben) oder einen künstlich aufgeworfenen Erdhügel (Schurf). Einzelstehende, markante Bäume erhielten eingehauene Kreuze (Rainfichten, Rainbuchen), besonders hervorragende Steine erhielten ein Kreuz eingemeißelt. Ab dem 18. Jahrhundert wurden Grenzsteine gesetzt, oftmals auch mit Wappen versehen. Im Grenzverlauf zwischen dem Ameisenbühl bei Schirnding und dem Buchbrunnen standen nach alter Überlieferung sieben Steine, die mit dem brandenburgischen und dem egerischen Wappen versehen waren und die Jahreszahl 1562 trugen. Der Buchbrunnen wurde mit seiner Quelle und mit seinem kleinen Wasserlauf (Buchbächlein) in den Grenzverlauf einbezogen.

### Landesgrenze Böhmen/Tschechische Republik
Beim Buchbrunnen steht der Grenzstein mit der Abschnittsnummer III 5. Der wuchtige Stein mit der eingemeißelten Jahreszahl „1844“ ist zwar ein historischer Grenzstein, zeigt aber dennoch den heutigen Grenzverlauf an. Eingemeißelt sind die Buchstaben „D B“ für Deutschland Bayern, auf der gegenüberliegenden Seite „C S“, wobei das S unleserlich ist, für Česko-Slovenská. Der obere Teil der Breitseite wurde teilweise weggemeißelt, dort wurden die neuen Initialen angebracht. Er enthielt vorher die  Aufschrift „K:Böhmen“ und „K:Bayern“ (K für Königreich). Nach dem Ersten Weltkrieg mussten diese Initialen weichen, da sie den politischen Verhältnissen nicht mehr entsprachen, die Jahreszahl wurde belassen.
Die Initialen am Grenzstein befinden sich auf der Seite, die dem jeweiligen Staat zugewendet ist, ist das C sichtbar, befindet man sich auf tschechischem Hoheitsgebiet.

### Historische Grenze Markgraftum bzw. Preußen und Oberpfalz
Beim Buchbrunnen begann im 15. Jahrhundert eine weitere Staatsgrenze, die in südwestlicher Richtung verlief, bis zum Jahr 1810 Gültigkeit hatte und nun Grenze der Regierungsbezirke Oberfranken und Oberpfalz ist. Sie war zunächst Grenze zwischen der Burggrafschaft ob dem Gebirg (Markgraftum Brandenburg-Kulmbach-Bayreuth) und dem Stiftland des Klosters Waldsassen, dem Fürstentum Obere Pfalz und schließlich Bayern. Von 1791 bis 1806 waren dort Preußen und Bayern territoriale Nachbarn, wobei es schon seit Jahrhunderten zu ständigen „Grenzirrungen“ und Grenzbegehungen kam. In einem Grenzvertrag vom 30. Juni 1803 wurde der Grenzverlauf durch beide Länder festgelegt und durch wuchtige Grenzsteine neu abgemarkt. Die Grenzsteine, die ab dem Buchbrunnen bis in den Raum von Groschlattengrün gesetzt wurden, sind teilweise noch vorhanden und tragen verschiedene Einmeißelungen. Auf der „preußischen Seite“  die Buchstaben „P.r.“ (Preußen), auf der „bayerischen Seite“ die Buchstaben „P.B.“ (Pfalz-Bayern), auf der Schmalseite des Steines die fortlaufende Nummer.

## Trinkwasser für die Stadt Eger
Als zwischen 1890 und 1910 die Einwohnerzahl der Stadt Eger stark anwuchs, sah sich der Stadtmagistrat gezwungen, nach neuen Trinkwasserquellen, nicht nur auf böhmischem Gebiet, zu suchen. Die bayerische Forstverwaltung kam zu Hilfe und erwarb in oberpfälzischen Fluren der damaligen Gemeinden Münchenreuth und Pechtnersreuth (Landkreis Tirschenreuth) sechs Quellen. Das Königreich Bayern übereignete diese der Stadt Eger. Hintergrund des grenzüberschreitenden Wassertausches war, dass die Städte Waldsassen und Tirschenreuth bisher schon Trinkwasser aus dem egrischen Gebiet des Tillenberges erhielten. So wurden auf Oberpfälzer Seite sechs Quellen gefasst und das Wasser in Rohrleitungen in Richtung Buchbrunnen transportiert, wo vorher weitere Quellen eingespeist worden waren. Von dort floss das bayerische Trinkwasser grenzüberschreitend weiter bis Eger. Im Mai 1912 konnte die 14 Kilometer lange Anlage in Betrieb genommen werden.
Formalrechtlich ermöglicht wurde das Projekt durch einen Bescheid des Königlichen Bezirksamtes Tirschenreuth vom 8. Juli 1911. Durch die Fassung der Quellen und den dadurch eingetretenen Wasserentzug der Feisnitz wurden allerdings einige Triebwerkbesitzer, die die Wasserkraft dieses Bachlaufs nutzten, geschädigt. Die Triebwerkbesitzer der Heiligenfurtermühle, Brandmühle, Dollermühle, Siglmühle, Lippertsmühle und Grünmühle erhielten von der Stadt Eger wegen des Entzugs von acht Sekundenlitern Wasser einmalige Entschädigungen von 530 bis 1510 Mark. Eine gütliche Einigung erfolgte auch mit verschiedenen Grundeigentümern, die sich im Fischereirecht oder bei der Wiesenwässerung beeinträchtigt sahen. Sie erhielten einmalige Entschädigungen zwischen 20 und 150 Mark.
Das Buchbrunnenhäuschen steht auf der Quellstube des Buchbrunnens; sein Bau wurde damals durch die bayerische Forstverwaltung gefordert. Über dem Eingang des gemauerten Häuschens steht der Name „BUCHBRUNN“. Links davon, auf deutscher Seite des Gebäudes, ist das Wappen des Königreichs Bayerns zu sehen, rechts neben der Inschrift auf tschechischem Gebiet das Wappen der Stadt Eger. Aus einem Wasserhahn im Gebäude kann der Wanderer Trinkwasser entnehmen.

## Karten
- Bayerisches Landesvermessungsamt: UK 50-13 Naturpark Fichtelgebirge – östlicher Teil. Maßstab 1:50.000